# Хельквист, Герман Августович
Герман Августович Хе́льквист (23 сентября [5 октября] 1894, Балаханы, Бакинская губерния — 21 октября 1968, Москва) — советский геолог и географ. Член-корреспондент АН СССР (1958). Лауреат Сталинской премии.

## Биография
Родился 23 сентября (5 октября) 1894 года на нефтяном промысле Балаханы, Бакинская губерния, Российская империя.
В 1919 году начал работать Томске коллектором Геолкома.
В 1923 году окончил горное отделение Томского технологического института.
Работал на предприятиях, связанных с нефтедобычей, в Азербайджане, геолог, помощник директора геолого-разведочного бюро (Баку, 1924—1932), главный геолог Прикуринского района (Азнефть) (1932—1936), главный геолог треста «Майнефть» (Нефтегорск, 1936—1939).
В 1927—1930 годах преподавал в АзПИ. В 1930—1931 годах был в командировке в США.
С 1939 года работал в центральных органах, главный геолог Главнефтедобычи, Главгеологии (1939—1941), начальник геологического отдела, старший референт наркома, главный геолог (1941—1949), старший консультант министра (1949—1950) НКНП СССР (Москва). Член КПСС с 1946 года.
С 1950 по 1957 год работал во Всесоюзном нефтегазовом научно-исследовательском институте, зав. лабораторией разведки нефтяных и газовых месторождений. Доктор геолого-минералогических наук (1955), профессор (1956). 
С 1957 по 1963 год возглавлял Сахалинский комплексный научно-исследовательский институт АН СССР в Южно-Сахалинске (предшественник — В. И. Горемыкин). В 1958—1963 гг. — член Президиума Сибирского отделения АН СССР. В 1959 и в 1961 году избирался депутатом Сахалинского областного Совета депутатов трудящихся.
С 1963 года работал в Москве — старшим научным сотрудником Всесоюзного нефтегазового НИИ.
В 1967 году вышел на пенсию.
Скончался 21 октября 1968 года. Похоронен на Введенском кладбище (4 уч.).

## Награды и премии
- 1942 — Орден Трудового Красного Знамени
- 1944 — Первая премия имени И. М. Губкина ВНИТО нефтяников за работу «Зональные залежи нефти и методика их разведки»
- 1945 — Медаль «За доблестный труд в Великой Отечественной войне 1941—1945 гг.»
- 1948 — Орден Ленина
- 1948 — Сталинская премия II степени, «За коренные усовершенствования методов поисков нефти, приведшие к открытию новых месторождений»
- 1952 — Орден Ленина

## Семья
- Жена — Анна Александровна (род. 1898).
- Дети — Виктор (род. 1930) и Герман (род. 1934).

## Адреса
- В Москве проживал на улице Горького, дом 17.